# Gemeentebelangen Gouda
Gemeentebelangen Gouda (GBG) is een lokale politieke partij in de Nederlandse gemeente Gouda, opgericht in 1982. 

## Geschiedenis
Gemeentebelangen Gouda werd in 1982 opgericht door een groep Goudse ondernemers. Bij de eerste deelname aan de lokale verkiezingen in datzelfde jaar werden 3 van de in totaal 31 zetels behaald. In de daaropvolgende verkiezingen behaalde de partij steeds 1 tot 3 zetels. In 2002 groeide de partij sterk en werden tijdens de gemeenteraadsverkiezingen 5 zetels in de raad behaald. Daarna viel de partij weer terug tot 2 zetels in 2006 en 1 zetel in 2010. Ook in 2014 haalde de partij 1 zetel. 
In 2018 steeg het aantal zetels naar 2. Deze werden ingevuld door Jan de Koning en Marja van Dijck-van Eijk.
In 2019 heeft, na een aantal strubbelingen in de partij Van Dijck de fractie verlaten en haar zetel meegenomen naar Gouda 50+.
Bij de verkiezingen op 16 maart 2022 haalde de partij 3 zetels. Deze worden ingevuld door Jan de Koning, Rustem Cetin en Linda Verschut.
Op 31 mei 2022 maakten Jan de Koning en Linda Verschut bekend zich gezamenlijk af te splitsen, hun zetel mee te nemen, en door te gaan als Leefbaar Gouda. Dit naar aanleiding van een conflict met zowel Rustem Cetin als het partijbestuur.

## Verkiezingen
Sinds de eerste deelname van Gemeentebelangen Gouda aan de gemeenteraadsverkiezingen in 1982 heeft de partij de volgende zetelaantallen behaald:
| Jaar | Zetels | Totaal aantal zetels |
| ---- | ------ | -------------------- |
| 1982 | 3      | 31                   |
| 1986 | 1      | 33                   |
| 1990 | 1      | 33                   |
| 1994 | 3      | 33                   |
| 1998 | 1      | 35                   |
| 2002 | 5      | 35                   |
| 2006 | 2      | 35                   |
| 2010 | 1      | 35                   |
| 2014 | 1      | 35                   |
| 2018 | 2      | 35                   |
| 2022 | 3      | 35                   |